# Берковска котловина
Берковската котловина е котловинно понижение в северното подножие на Берковска планина и планината Козница. На север чрез долината на река Бързия се свързва с долината на река Огоста. Дължината ѝ от север на юг е 6 – 7 km, а ширината от запад на изток – 4 – 5 km. Котловинното дъно е разположено на 350 – 400 m н.в. и е наклонено на север. Запълнено е с кватернерни наносни конуси на река Бързия и притоците ѝ Берковска река (ляв) и Врещица (десен). Старопланинските оградни склонове на котловината са изградени от гранит и палеозойски скали и са залесени. Климатът е умереноконтинентален с планинско влияние със средногодишна температура около 10 °C и средногодишни валежи около 800 мм. Почвите по периферията са сиви горски, а по поречията на реките – алувиални. Широко разпространение на кестенови гори. Има благоприятни условия за развитие на овощарство.
Най-голямото селище в котловината е град Берковица, разположен в югозападната ѝ висока част, на югоизток е село Ягодово, а в най-южната и най-висока част на котловината – село Бързия.
През Берковската котловина от юг на север на протежение от 9,2 km преминава участък от второкласен път № 81 от Държавната пътна мрежа София – Монтана – Лом.
В северозападната част на котловината на протежение от около 4 km преминава и част от трасето на жп линията Бойчиновци – Берковица.

## Топографска карта
- Лист от карта K-34-35. Мащаб: 1 : 100 000.